# Vidal Pachito
Vidal Pachito (* Guayaquil, Provincia del Guayas, Ecuador, 19 de enero de 1971) es un exfutbolista y entrenador ecuatoriano que jugaba de volante mixto.

## Trayectoria

### Como futbolista
Vidal Pachito se formó en las divisiones menores de Emelec. Logró debutar en Primera División en 1990. Tenía un buen dominio de balón y pegada al balón débil.
El 21 de noviembre de 1993 hizo el gol más importante en su carrera. En la Liguilla Final, faltando tres fechas para que terminara el campeonato, se enfrentaban Emelec y Barcelona en el estadio Monumental. Si ganaba Barcelona era prácticamente campeón. A tres minutos del pitazo final, en una jugada preparada por Marcelo Morales e Iván Hurtado, este último cobra rápidamente un tiro libre de larga distancia y el balón pega en el horizontal rebotando al borde del área, entonces aparece Vidal Pachito y saca un remate de volea, venciendo a Carlos Luis Morales. Con ese triunfo Emelec conseguía la punta y finalmente fue campeón.
Dejó al Emelec en 1994 y al año siguiente se fue al Deportivo Cuenca. Volvió al Emelec y jugó medio año cuando fue prestado al Olmedo de Riobamba. Luego jugó en equipos como Panamá, Audaz Octubrino, Macará y Santa Rita, donde se retiró.

### Como entrenador
Inició su carrera como entrenador en el Club Sport Patria, equipo que se interesó en él luego de ver el trabajo que realizaba en la escuela de Bicampeones que él fundó junto a sus compañeros como futbolistas en Emelec, Wilfrido Enrique Verduga y Eduardo Smith.
Luego de trabajar en las categorías Sub-12 (2007), Sub-14 (2008), Sub-15 (2009) y Sub-17 (2010), asumió como entrenador del primer equipo de Patria en el año 2011. Desde el año 2012 hasta la fecha, es el director de las categorías de dicho Club.

## Clubes
| Club             | País    | Año       |
| ---------------- | ------- | --------- |
| Emelec           | Ecuador | 1987-1995 |
| Deportivo Cuenca | Ecuador | 1995      |
| Emelec           | Ecuador | 1996      |
| Olmedo           | Ecuador | 1996      |
| Emelec           | Ecuador | 1997-1998 |
| Panamá           | Ecuador | 1998      |
| Audaz Octubrino  | Ecuador | 1999      |
| Macará           | Ecuador | 2000      |
| Santa Rita       | Ecuador | 2001      |

## Palmarés

### Campeonatos nacionales
| Título                 | Club   | País    | Año  |
| ---------------------- | ------ | ------- | ---- |
| Campeonato Ecuatoriano | Emelec | Ecuador | 1993 |
| Campeonato Ecuatoriano | Emelec | Ecuador | 1994 |